# Pothos grandis
Pothos grandis är en kallaväxtart som beskrevs av Samuel Buchet, Peter Charles Boyce och Van Dzu Nguyen. Pothos grandis ingår i släktet Pothos och familjen kallaväxter.
Artens utbredningsområde är Vietnam. Inga underarter finns listade.